# Eirenis kermanensis
Eirenis kermanensis là một loài rắn trong họ Rắn nước. Loài này được Rajabizadeh, Schmidtler, Orlov & Soleimani mô tả khoa học đầu tiên năm 2012.